# Раумізм
Раумізм (есп. Raŭmismo; від назви міста Раума (Фінляндія)) — ідеологія, яка спрямована на критику традиційного есперанто-руху, визначаючи есперантистів як «самостійну діаспорну мовну меншину». Раумізм виділяє нові лінгвістичні принципи, відповідно до яких есперанто є не тільки засобом комунікації, а й засобом ідентифікації його носіїв.

## Маніфест Рауми
Раумізм заснований на Маніфесті в Раумі, який був прийнятий у 1980 році під час XXXVI Всесвітнього молодіжного конгресу есперанто.
Маніфест складається з п'яти розділів:
- Криза ідентичності: констатація необхідності мотивувати приналежність есперанто чимось конкретним.
- Критика старих цілей: ідеї надання офіційного статусу есперанто, а також протистояння з англійською мовою.
- Нові цілі: поширення есперанто, поступова реалізація цінностей:
Пропедевтична цінність есперанто;
Контакти між простими людьми;
Недискримінаційні контакти;
Міжнародна культура нового типу.
- Конгреси як шлях до зростання: збільшення кількості есперанто-зустрічей і зміцнення використання есперанто як робочої мови на спеціальних міжнародних конференціях.
- Висновок про віру в нове майбутнє есперанто.

## Esperanta Civito
У серпні 1998 року виникає Esperanta Civito (укр. есперантистський поліс), який визначає себе послідовником реалізації раумізму. Esperanta Civito прагне бути суб'єктом міжнародного права, маючи деякі атрибути державності такі, як-от: конституція, партії, парламент.

## Критика
Раумізм, як і Esperanto Civito, офіційно не визнається більшістю есперантистів.